# Jia Tong
Jia Tong (Nanchong, China, 21 de agosto de 1991) es una clavadista o saltadora de trampolín china especializada en plataforma de 10 metros, donde consiguió ser campeona mundial en 2005 en los saltos sincronizados.

## Carrera deportiva
En el Campeonato Mundial de Natación de 2005 celebrado en Montreal (Canadá) ganó la medalla de oro en los saltos sincronizados desde la plataforma de 10 metros, con una puntuación de 351 puntos, por delante de las australianas y canadienses, siendo su compañera de saltos Yuan Peilin, y también ganó el bronce en los saltos individuales desde la plataforma; y dos años después, en el Campeonato Mundial de Natación de 2007 de Melbourne ganó el oro en los saltos sincronizados desde plataforma.